# Hilleshög, Landskrona kommun
Hilleshög är en ort i Härslövs socken i Landskrona kommun i Skåne. Från 2015 avgränsar SCB här en småort.

## Geografi
Hilleshög ligger norr om Landskrona  i dalgången av Hilleshögs åsens NV kant. Hilleshögs dalar ingår i det böljande jordbrukslandskap som lantbrukarna i Hilleshögs Byalag ägde och/eller brukade. 

## Fornlämningar
Ett stort antal gravhögar och hällkistor från bronsåldern ligger strategiskt placerade på Hilleshögsåsens högsta delar, vilka tydligt ses mot horisonten. Ett inte bestämt antal  har fått skatta åt förgängelsen, av olika anledningar. I en av dessa gravhögar berättar sägnen att en hövding vid namn "Hilde" ligger begravd, vilken givit namn åt Hildesborg. Den stora mängd av stenverktyg som hittats,vittnar om boplatser redan från de första invandrarna. Som stora samlare av fynd, redskap,verktyg, stenyxor kan nämnas inspektor Axel Nordstrand på Hilleshögs gård, godsägare Arvid Hallenborg på Rosenhäll och patron Carl Bager på Hilleshögs boställe. Fynden har sedermera donerats till Helsingborgs museum.

## Kända personer från Hilleshög
- Författaren Ulrika von Strussenfelt